# Decimatio
A decimatio ("dizimação") era uma das mais severas punições aplicadas no exército romano. Tratava-se de uma medida excepcional para punir casos de extrema covardia ou amotinamento.

## História
A primeira dizimação documentada ocorreu em 471 a.C. durante as primeiras guerras contra o Volscos, na República Romana, sendo registrada por Lívio. A prática foi restabelecida por Crasso em 71 a.C., durante a Terceira Guerra Servil contra Espártaco. 
A dizimação era praticada ainda durante o Império Romano, sendo usada pela última vez por Augusto em 17 a.C., enquanto Tácito registra que Lúcio Aprónio usou a dizimação para punir a coorte da Legio III Augusta após ser derrotada por Tacfarinas em 20 d.C.

## Procedimento
O castigo consistia em isolar a coorte ou coortes selecionadas da legião amotinada e dividi-la em grupos de dez soldados. Dentro de cada grupo tirava-se a sorte quem devia ser castigado (independentemente de sua posição dentro da coorte) e era eleito um, o qual devia ser castigado pelos nove remanescentes, geralmente por lapidação ou por golpes de garrote.
Os sobreviventes eram obrigados a dormir fora do acampamento da sua legião, fato de grande perigo em época de guerra.
Supostamente o castigo visava ensinar os soldados sobreviventes e as demais coortes, pois a morte podia chegar aleatoriamente, às mãos dos próprios companheiros, sem levar em conta categoria nem méritos anteriores. Contudo, mais habitualmente, a decimatio rompia o espírito de corpo e a união entre companheiros de armas (executores por sorteio dos seus próprios irmãos de armas), minando a confiança para os comandantes das legiões que ordenavam tal castigo: o imperador bizantino Maurício (582-602) advertia contra as punições arbitrárias na sua obra sobre ciência militar Estratégico, indicando que danavam mais do que beneficiavam o moral da tropa.

## Uso atual do termo
Atualmente o termo "dizimar" refere-se à redução em número de uma tropa ou população, mas não necessariamente como resultado de um castigo.